# Kvernaland
Kvernaland este o localitate din comuna Klepp și Time, provincia Rogaland, Norvegia, cu o suprafață de 3,49 km² și o populație de 6.969 locuitori (2013).